# Цві Грінгольд
Цві Грінгольд (* 10 лютого 1952) — ізраїльський офіцер, нагороджений найвищою військовою нагородою Ізраїлю — медаллю «За героїзм» («Ітурі ха-гвура»). Полковник ізраїльських танкових військ у відставці. На початку Війни Судного дня в безперервному танковому бою знищив до 60 танків противника.
У 1973 році у званні лейтенанта танкових військ навчався у школі командирів рот. Після оголошення загальної мобілізації 6 жовтня 1973 року прибув в штаб 188-ї танкової бригади. Заступник командира 188-ї танкової бригади підполковник Давид Ісраель наказав йому зібрати екіпажі з уцілілих в перших боях танкістів і на двох наспіх відремонтованих бойових машинах вийти назустріч танкам противника, що прорвалися.
О 21:00 6 жовтня повів в бій групу з двох танків. У чотирьох кілометрах від штабу бригади загін натрапив на групу з кількох сирійських танків. Грінгольд підбив один сирійський танк, але його танк також отримав ушкодження (електросистема танка вийшла з ладу). Грінгольд відправив пошкоджений танк назад і пересів на другий танк, зайнявши позицію на пагорбі. Через деякий час він виявив і знищив ще три сирійських танки, після чого вирушив на пошуки танків противника, які могли перебувати в його зоні відповідальності.